# Gratz (Kentucky)
Gratz – miasto w Stanach Zjednoczonych, w stanie Kentucky, w hrabstwie Owen.